# Вероніка польова
Вероніка польова (Veronica arvensis) — однорічна трав'яна рослина, вид роду вероніка (Veronica) родини подорожникові (Plantaginaceae).

## Ботанічний опис
Стебла висотою 5–30 см.
Нижні стеблові листки округлі, майже серцеподібні, всі листки по краю зубчаті.
Віночок блідо-блакитний, довжиною 1,5–3 мм.
Цвіте у березні-квітні.

## Поширення
Вид поширений у Африці, Азії та Європі. В Україні зустрічається у Закарпатті, росте на полях, схилах, лісових пагорбах, піднімається в гори.